# Ueda (Familienname)
Ueda (上田 oder 植田) ist ein japanischer Familienname. Er steht an 60. Stelle der Häufigkeit in Japan.

## Namensträger
- Ai Ueda (* 1983), japanische Triathletin
- Ueda Akinari (1734–1809), japanischer Schriftsteller und Philologe
- Akio Ueda (1952–2015), japanischer Rugby-Spieler und -Trainer
- Ueda Arisawa (1850–1921), japanischer General
- Ayase Ueda (* 1998), japanischer Fußballspieler
- Ueda Bin (eigentlich Ueda Yanagimura; 1874–1916), japanischer Dichter
- Eiji Ueda (* 1953), japanischer Fußballspieler und -trainer
- Fumito Ueda (* 1970), japanischer Game Designer
- Haruka Ueda (* 1988), japanische Schwimmerin
- Hidehito Ueda (1953–2015), japanischer Filmregisseur
- Jin Ueda (* 1991), japanischer Tischtennisspieler
- Kaoru Ueda (1928–2001), japanischer Maler
- Ueda Kazuo (* 1951), japanischer Ökonom, Generaldirektor der Bank of Japan
- Ueda Kazutoshi (1867–1937), japanischer Linguist
- Keita Ueda (* 2002), japanischer Fußballspieler
- Ueda Kenkichi (1875–1962), General der Kaiserlich Japanischen Armee
- Kiyoshi Ueda (* 1948), japanischer Politiker und Präfekturgouverneur
- Kōhei Ueda (* 1998), japanischer Fußballspieler
- Kōta Ueda (* 1986), japanischer Fußballspieler
- Kyōhei Ueda (* 1999), japanischer Fußballspieler
- Masaaki Ueda (* 1952), österreichischer Judoka japanischer Herkunft
- Masaharu Ueda (1938–2025), japanischer Kameramann
- Masashi Ueda (* 1947), japanischer Mangaka
- Masuhiro Ueda (* um 1930), japanischer Badmintonspieler
- Miwa Ueda, japanische Manga-Zeichnerin
- Ueda Miyoji (1923–1989), japanischer Lyriker und Literaturkritiker
- Momone Ueda (* 1999), japanische Speerwerferin
- Naomichi Ueda (* 1994), japanischer Fußballspieler
- Noboru Ueda (* 1967), japanischer Motorradrennfahrer
- Noriko Ueda (* 1972), japanische Jazzmusikerin
- Ramu Ueda (* 1998), japanische Tennisspielerin
- Rikuo Ueda (* 1950), japanischer Künstler
- Ryōya Ueda (* 1989), japanischer Fußballspieler
- Ryūjirō Ueda (* 1988), japanischer Fußballspieler
- Ueda Saburō (1898–1992), japanischer Algenkundler
- Seiji Ueda (* 1952), japanischer Astronom
- Shizuteru Ueda (1926–2019), japanischer Philosoph
- Ueda Shunkichi (1890–1960), japanischer Politiker
- Shunsuke Ueda (* 1988), japanischer Fußballspieler
- Ueda Sōkyū (1899–1968), japanischer Kalligraph
- Tadahiko Ueda (1947–2015), japanischer Fußballspieler
- Taihei Ueda (* 1982), japanischer Rugby-Union-Spieler
- Takuma Ueda (* 1989), japanischer Badmintonspieler
- Ueda Teijirō (1879–1940), japanischer Wirtschaftswissenschaftler
- Tomoki Ueda (* 1996), japanischer Fußballspieler
- Ueda Toshiko (1917–2008), japanische Manga-Zeichnerin
- Umanosuke Ueda (1940–2011), japanischer Wrestler und Schauspieler
- Yuta Ueda (* 2004), japanischer Fußballspieler